# Kaulstoß
Kaulstoß ist der nach Bevölkerungszahl kleinste Ortsteil der Stadt Schotten im mittelhessischen Vogelsbergkreis.

## Geographie
Das kleine Dorf am Rande des Vogelsbergs befindet sich an einer Verbindungsstraße, welche die Bundesstraße 276 mit der parallel dazu verlaufenden Landesstraße 3338 verbindet. Es liegt am rechten Rand der Nidder.
Historische Flächennutzung
- 1854 Morgen: 2537, davon 936 Acker, 1182 Wiesen, 316 Wald[1]
- 1961 Hektar: 634, davon 223 Wald[1]

## Geschichte

### Ortsgeschichte
Das Datum der ältesten bekannten Erwähnung des Orts unter dem Namen Kulstoß wird mit 1352 angegeben. Am 15. Juli 1357 wird Heinrich Kaulstoß, Bürger zu Gelnhausen und Kirchenrechner der dortigen Pfarrei, urkundlich erwähnt. Kaulstoß ist vermutlich sein Herkunftsort oder der seiner Familie. Ein Henne Kaulstoß wird in einem Weistum des Gerichts Wolferborn am 28. Februar 1399 genannt. Außerdem ist ein Henne Kaulstoß, Bruder des Prämonstratenserklosters zu Selbold, am 13. Januar 1400 urkundlich fassbar.
Die Bedeutung des Ortsnamens ist ungeklärt. Zum einen wurde argumentiert, er bedeute „der kühle Hang“ bzw. „Aufstieg“. Eine andere Version (nach Fritz Sauer, Schriftleiter der Zeitschrift Vogelsberger Heimat, Ausgabe Nr. 5 aus dem Jahr 1928) verweist auf eine Köhlerei, denn Kaulstoß bedeutet „Kohlenstoß“.
In einer Urkunde vom 22. September 1419 wird der Ort als Kulsthoß genannt. Damals wurden die Dörfer und Gerichte Burkhards, Crainfeld, Eschenrod, Herchenhain, Kaulstoß und Schmalenbach von Hermann II. von Buchenau, der damalige Verweser und späterer Abt des Klosters Fulda an die Brüder Johann II. und Gottfried IX. von Ziegenhain-Nidda für 300 Gulden verpfändet.
Um 1809 begingen die Räuber Nicolaus Vierheller aus Kaulstoß und Jakob Heinrich Vielmetter, vulgo Jacob Heinrich, zwei Diebstähle zu Schotten und Sichenhausen. Vielmetter war der eigentliche Kopf der Wetterauer Bande.
Die Statistisch-topographisch-historische Beschreibung des Großherzogthums Hessen berichtet 1830 über Kaulstoß:

„Kaulstoß (L. Bez. Schotten) evangel. Filialdorf; liegt im Vogelsberg an der Nidder, 1 1⁄2 St. von Schotten, und 1726 Hess. (1328 Par.) Fuß über der Meeresfläche erhaben. Man findet 54 Häuser und 302 Einwohner, die außer 2 Katholiken evangelisch sind. – Der Ort kommt früher unter dem Namen Kulstoiss vor, und schon im 14. Jahrhundert gehörte die Kapelle zu Wingertshausen.“

Die Freiwillige Feuerwehr Kaulstoß wurde 1932 gegründet.
Während der Zeit des Nationalsozialismus wurde 1936 eine sogenannte „rassenkundliche Untersuchung“ über Kaulstoß und Burkhards angefertigt.
1938 wurde Kaulstoß bei der Auflösung des Landkreises Schotten in den Landkreis Büdingen eingegliedert.
Hessische Gebietsreform (1970–1977)
Im Zuge der Gebietsreformen Anfang der 1970er Jahre beschloss der Gemeinderat, Kaulstoß mit Wirkung vom 31. Dezember 1971 der Stadt Gedern anzuschließen. Allerdings stand dieser Beschluss unter dem Vorbehalt, dass sich Gedern dem neuen Vogelsbergkreis anschließen würde. Da sich Gedern jedoch für den Wetteraukreis entschied, wurde der Beschluss hinfällig. Mit Wirkung vom 1. August 1972 wurden durch Landesgesetz Kaulstoß, Burkhards und Sichenhausen daher zu Stadtteilen von Schotten und somit Teil des Vogelsbergkreises. Für den Stadtteil Kaulstoß wurde ein Ortsbezirk errichtet.

### Verwaltungsgeschichte im Überblick
Die folgende Liste zeigt die Staaten und Verwaltungseinheiten, denen Kaulstoß angehört(e):
- Vor 1450: Heiliges Römisches Reich, Grafschaft Ziegenhain, Amt Nidda, Gericht Burkhards
- 1450–1495: Erbstreit zwischen der Landgrafschaft Hessen und den Grafen von Hohenlohe
- ab 1450: Heiliges Römisches Reich, Landgrafschaft Hessen, Amt Nidda, Gericht Gericht Burkhards[20]
- ab 1567: Heiliges Römisches Reich, Landgrafschaft Hessen-Marburg, Amt Nidda, Gericht Burkhards[21]
- 1604–1648: Heiliges Römisches Reich, strittig zwischen Landgrafschaft Hessen-Darmstadt und Landgrafschaft Hessen-Kassel (Hessenkrieg)
- ab 1604: Heiliges Römisches Reich, Landgrafschaft Hessen-Darmstadt, Amt Nidda, Gericht Burkhards[22]
- 1787: Heiliges Römisches Reich, Landgrafschaft Hessen-Darmstadt, Oberfürstentum Hessen, Amt Nidda und Lißberg, Gericht Burkhards[23]
- ab 1806: Großherzogtum Hessen,[Anm. 2] Fürstentum Oberhessen, Amt und (seit 1803) Gericht Lißberg[24][25]
- ab 1815: Großherzogtum Hessen, Provinz Oberhessen, Amt Lißberg[26]
- ab 1821: Großherzogtum Hessen, Provinz Oberhessen, Landratsbezirk Schotten[27][Anm. 3]
- ab 1832: Großherzogtum Hessen, Provinz Oberhessen, Kreis Nidda
- ab 1848: Großherzogtum Hessen, Regierungsbezirk Nidda
- ab 1852: Großherzogtum Hessen, Provinz Oberhessen, Kreis Schotten
- ab 1867: Norddeutscher Bund,[Anm. 4] Großherzogtum Hessen, Provinz Oberhessen, Kreis Schotten
- ab 1871: Deutsches Reich, Großherzogtum Hessen, Provinz Oberhessen, Kreis Schotten
- ab 1918: Deutsches Reich (Weimarer Republik), Volksstaat Hessen, Provinz Oberhessen, Kreis Schotten
- ab 1938: Deutsches Reich, Volksstaat Hessen, Landkreis Büdingen[28][Anm. 5]
- ab 1945: Amerikanische Besatzungszone,[Anm. 6] Groß-Hessen, Regierungsbezirk Darmstadt, Landkreis Büdingen
- ab 1946: Amerikanische Besatzungszone, Hessen, Regierungsbezirk Darmstadt, Landkreis Büdingen
- ab 1949: Bundesrepublik Deutschland, Hessen, Regierungsbezirk Darmstadt, Landkreis Büdingen
- ab 1972: Bundesrepublik Deutschland, Hessen, Regierungsbezirk Darmstadt, Vogelsbergkreis, Stadt Schotten[Anm. 7]
- ab 1981: Bundesrepublik Deutschland, Hessen, Regierungsbezirk Gießen, Vogelsbergkreis, Stadt Schotten

### Gerichtszugehörigkeit seit 1803
In der Landgrafschaft Hessen-Darmstadt wurde mit Ausführungsverordnung vom 9. Dezember 1803 das Gerichtswesen neu organisiert. Für das Fürstentum Oberhessen (ab 1815 Provinz Oberhessen) wurde das „Hofgericht Gießen“ eingerichtet. Es war für normale bürgerliche Streitsachen Gericht der zweiten Instanz, für standesherrliche Familienrechtssachen und Kriminalfälle die erste Instanz. Übergeordnet war das Oberappellationsgericht Darmstadt. Die Rechtsprechung der ersten Instanz wurde durch die Ämter bzw. Standesherren vorgenommen und somit war für Kaulstoß das Amt Lißberg zuständig. Nach der Gründung des Großherzogtum Hessen 1806 wurden die Aufgaben der ersten Instanz 1821–1822 im Rahmen der Trennung von Rechtsprechung und Verwaltung auf die neu geschaffenen Land- bzw. Stadtgerichte übertragen. Kaulstoß fiel in den Gerichtsbezirk des „Landgerichts Schotten“.
Anlässlich der Einführung des Gerichtsverfassungsgesetzes mit Wirkung vom 1. Oktober 1879, infolge derer die bisherigen großherzoglichen Landgerichte durch Amtsgerichte an gleicher Stelle ersetzt wurden, während die neu geschaffenen Landgerichte nun als Obergerichte fungierten, kam es zur Umbenennung in „Amtsgericht Schotten“ und Zuteilung zum Bezirk des Landgerichts Gießen.
Mit Wirkung zum 1. Juli 1968 erfolgte die Auflösung des Amtsgerichts Schotten und Kaulstoß kam zum Gerichtsbezirk des Amtsgerichts Nidda. Zum 1. Januar 2012 wurde auch das Amtsgericht Nidda gemäß Beschluss des hessischen Landtags aufgelöst und Kaulstoß dem Amtsgericht Büdingen zugeteilt.

### Kirchliche Verhältnisse
Im 14. Jahrhundert gehörten Kaulstoß und andere Dörfer in das Kirchspiel Wingershausen.
Seit der Reformationszeit waren Burkhards, Busenborn, Eichelsachsen, Eschenrod und Kaulstoß Filialen. Ein aus Böhmen vertriebener evangelischer Geistlicher soll Burkhards und Kaulstoß zu einer selbständigen Pfarrei geeinigt haben.

### Schulgeschichte
Nach dem Dreißigjährigen Krieg entstanden Filialschulen im Vogelsberg, u. a. in der Pfarrei Burkhards in den Dörfern Eschenrod, Kaulstoß und Busenborn. Nach einer Erhebung aus dem Jahre 1798 war der Kaulstoßer Lehrer gleichzeitig auch Leineweber. 1825 kaufte die Gemeinde ein Haus und nutzte es als Schulhaus. Das spätere Schulhaus soll 1835 erbaut worden sein.

## Bevölkerung

### Einwohnerstruktur 2011
Nach den Erhebungen des Zensus 2011 lebten am Stichtag dem 9. Mai 2011 in Kaulstoß 168 Einwohner. Darunter waren 3 (1,8 %) Ausländer. Nach dem Lebensalter waren 21 Einwohner unter 18 Jahren, 60 zwischen 18 und 49, 42 zwischen 50 und 64 und 45 Einwohner waren älter. Die Einwohner lebten in 69 Haushalten. Davon waren 15 Singlehaushalte, 21 Paare ohne Kinder und 21 Paare mit Kindern, sowie 6 Alleinerziehende und 3 Wohngemeinschaften. In 18 Haushalten lebten ausschließlich Senioren und in 36 Haushaltungen lebten keine Senioren.

### Einwohnerentwicklung
| • 1791: | 278 Einwohner                      |
| • 1800: | 262 Einwohner                      |
| • 1806: | 271 Einwohner, 53 Häuser           |
| • 1829: | 302 Einwohner, 54 Häuser           |
| • 1867: | 216 Einwohner, 41 bewohnte Gebäude |
| • 1875: | 236 Einwohner, 36 bewohnte Gebäude |

| Kaulstoß: Einwohnerzahlen von 1791 bis 2020 | Kaulstoß: Einwohnerzahlen von 1791 bis 2020 | Kaulstoß: Einwohnerzahlen von 1791 bis 2020 | Kaulstoß: Einwohnerzahlen von 1791 bis 2020 | Kaulstoß: Einwohnerzahlen von 1791 bis 2020 |
| --- | ------------------------------------------- | ------------------------------------------- | ------------------------------------------- | ------------------------------------------- |
| Jahr |                                             |                                             |                                             | Einwohner                                   |
| 1791 | 1791                                        |                                             | 278                                         | 278                                         |
| 1800 | 1800                                        |                                             | 262                                         | 262                                         |
| 1806 | 1806                                        |                                             | 271                                         | 271                                         |
| 1829 | 1829                                        |                                             | 302                                         | 302                                         |
| 1834 | 1834                                        |                                             | 309                                         | 309                                         |
| 1840 | 1840                                        |                                             | 299                                         | 299                                         |
| 1846 | 1846                                        |                                             | 311                                         | 311                                         |
| 1852 | 1852                                        |                                             | 300                                         | 300                                         |
| 1858 | 1858                                        |                                             | 246                                         | 246                                         |
| 1864 | 1864                                        |                                             | 238                                         | 238                                         |
| 1871 | 1871                                        |                                             | 223                                         | 223                                         |
| 1875 | 1875                                        |                                             | 236                                         | 236                                         |
| 1885 | 1885                                        |                                             | 200                                         | 200                                         |
| 1895 | 1895                                        |                                             | 191                                         | 191                                         |
| 1905 | 1905                                        |                                             | 213                                         | 213                                         |
| 1910 | 1910                                        |                                             | 212                                         | 212                                         |
| 1925 | 1925                                        |                                             | 209                                         | 209                                         |
| 1939 | 1939                                        |                                             | 189                                         | 189                                         |
| 1946 | 1946                                        |                                             | 258                                         | 258                                         |
| 1950 | 1950                                        |                                             | 248                                         | 248                                         |
| 1956 | 1956                                        |                                             | 207                                         | 207                                         |
| 1961 | 1961                                        |                                             | 232                                         | 232                                         |
| 1967 | 1967                                        |                                             | 206                                         | 206                                         |
| 1970 | 1970                                        |                                             | 211                                         | 211                                         |
| 1980 | 1980                                        |                                             | ?                                           | ?                                           |
| 1990 | 1990                                        |                                             | ?                                           | ?                                           |
| 2000 | 2000                                        |                                             | ?                                           | ?                                           |
| 2004 | 2004                                        |                                             | 195                                         | 195                                         |
| 2010 | 2010                                        |                                             | 185                                         | 185                                         |
| 2011 | 2011                                        |                                             | 168                                         | 168                                         |
| 2015 | 2015                                        |                                             | 173                                         | 173                                         |
| 2020 | 2020                                        |                                             | 157                                         | 157                                         |
| Datenquelle: Historisches Gemeindeverzeichnis für Hessen: Die Bevölkerung der Gemeinden 1834 bis 1967. Wiesbaden: Hessisches Statistisches Landesamt, 1968. Weitere Quellen: LAGIS; Einwohnerzahlen nach 2000:; Zensus 2011 |                                             |                                             |                                             |                                             |

### Historische Religionszugehörigkeit
- 1961: 202 evangelische (= 87,07 %), 30 katholische (= 12,93 %) Einwohner[1]

### Politik
Für Kaulstoß besteht ein Ortsbezirk (Gebiete der ehemaligen Gemeinde Kaulstoß) mit Ortsbeirat und Ortsvorsteher nach der Hessischen Gemeindeordnung.
Der Ortsbeirat besteht aus neun Mitgliedern.
Bei den Kommunalwahlen in Hessen 2021 betrug die Wahlbeteiligung 82,31 %. Alle Kandidaten gehören der „Bürgerliste Kaulstoß“ an. Der Ortsbeirat wählte Ruben Schneider zum Ortsvorsteher.

## Kultur
In der Liste der Kulturdenkmäler in Schotten sind für Kaulstoß neun einzelne unter Denkmalschutz stehende Kulturdenkmäler aufgeführt.
Die Band Birth Control arbeitete zeitweise in Kaulstoß; ein Lied der Band ist nach Kaulstoß benannt.